# Bäcktjärnen (Alanäs socken, Jämtland)
Bäcktjärnen är en sjö i Strömsunds kommun i Jämtland och ingår i Ångermanälvens huvudavrinningsområde.